# Eutrochium
Eutrochium es un género de plantas perteneciente a la familia Asteraceae. Comprende 5 especies descritas y  aceptadas.  Es originario de Norteamérica.

## Descripción
Las plantas de este género sólo tienen disco (sin rayos florales) y los pétalos son de color blanco, ligeramente amarillento blanco, rosa o morado (nunca de un completo color amarillo).

## Taxonomía
El género fue descrito por Constantine Samuel Rafinesque y publicado en New Flora and Botany of North America . . . 4: 78. 1836[1838].

## Especies aceptadas
A continuación se brinda un listado de las especies del género Eutrochium aceptadas hasta junio de 2012, ordenadas alfabéticamente. Para cada una se indica el nombre binomial seguido del autor, abreviado según las convenciones y usos.
- Eutrochium dubium (Willd. ex Poir.) E.E.Lamont
- Eutrochium fistulosum (Barratt) E.E.Lamont
- Eutrochium maculatum (L.) E.E.Lamont
- Eutrochium purpureum (L.) E.E.Lamont
- Eutrochium steelei (E.E.Lamont) E.E.Lamont